# Gregorio Chirivás Lacambra
Gregorio Chirivás Lacambra C.M.F. (Siétamo, 24 aprile 1880 – Barbastro, 12 agosto 1936) è stato un religioso spagnolo, martirizzato a Barbastro durante la Guerra civile spagnola e venerato come beato dalla Chiesa cattolica.

## Biografia
Nacque ad Siétamo, un piccolo centro non distante da Huesca nella regione dell'Aragona. La sua famiglia viveva in una casa cantoniera perché il padre era stradino. A causa di una malattia del padre la famiglia dovette traslocare a Barbastro, presso dei parenti. A Barbastro conobbe i padri Scolopi e i missionari clarettiani. Dopo poco tempo perse entrambi i genitori e all'età di dodici anni chiese l'ammissione nel seminario di Barbastro come fratello coadiutore.
Prestò la sua opera come sarto e sacrestano a Cervera, Alagón e Barbastro. Di carattere semplice e allegro, assisteva con sollecitudine coloro che avevano necessità dei suoi servizi.
Gregorio si trovava nel seminario di Barbastro quando scoppiò la guerra civile. Venne arrestato il 20 luglio del 1936 e recluso nel salone dei padri Scolopi. Venne fucilato la mattina del 12 agosto sul ciglio di una strada fuori città. Insieme a cinque compagni, fece parte del secondo gruppo di clarettiani di Barbastro che subirono il martirio. I loro corpi sono stati gettati in una fossa comune.

Dopo la guerra i resti dei martiri furono riesumati e si possono venerare oggi nella cripta della casa museo a Barbastro. Nel 2013 è uscito un film sulla vicenda intitolato "Un Dios prohibido" per la regia di Pablo Moreno.

## Culto
La beatificazione avvenne a Roma, ad opera di Giovanni Paolo II, il 25 ottobre 1992. La Chiesa cattolica lo ricorda il 12 agosto.